# Epsilon Gruis
Epsilon Gruis (ε Gru / ε Gruis) è una stella della costellazione della Gru. Di magnitudine apparente +3,49, dista 130 anni luce dal sistema solare.

## Osservazione
La sua posizione è fortemente australe e ciò comporta che la stella sia osservabile prevalentemente dall'emisfero sud, dove si presenta circumpolare anche da gran parte delle regioni temperate; dall'emisfero nord la sua visibilità è invece limitata alle regioni temperate inferiori e alla fascia tropicale. Essendo di magnitudine 3,5, la si può osservare anche dai piccoli centri urbani senza difficoltà, sebbene un cielo non eccessivamente inquinato sia maggiormente indicato per la sua individuazione.

## Caratteristiche fisiche
Si tratta di una stella subgigante bianca di tipo spettrale A2IV, anche se diverse pubblicazioni la indicano invece come di classe A3V e, dunque, come stella di sequenza principale. Ha una massa 2,4 volte quella del Sole ed è 54 volte più luminosa. L'età stimata della stella è di 470 milioni di anni.